# Ids Wiersma
Ids Wiersma (Brantgum, 21 juni 1878 - Dokkum, 24 augustus 1965) was een Nederlandse schilder en tekenaar.

## Leven en werk
Wiersma was een zoon van de arbeider Doeke Goslings Wiersma en Eeke Idzes Koopmans. Op jeugdige leeftijd bleek Wiersma aanleg voor tekenen te hebben. Echter een opleiding in die richting zat er aanvankelijk niet voor hem in. Hij werd huisschilder. Toch bleven zijn kunstzinnige verrichtingen de aandacht trekken. Zijn werk werd onder de aandacht gebracht van schilders als Israëls en Mesdag. In 1898 kon hij alsnog worden ingeschreven als student bij de tekenacademie van Den Haag. Hij was een leerling van Jan Boon en van Frits Jansen. Hij verkreeg in 1905 opdrachten om tekeningen te vervaardigen voor leden van het Koninklijk Huis. Hij werd als buitengewoon lid toegelaten tot de Haagse Pulchri Studio. In 1911 vervaardigde hij de muurschilderingen voor de nieuwbouw van de Rijksmunt in Utrecht. In 1915 werd hij aangesteld als leraar aan de Haagse tekenacademie, waar hij les gaf in etsen en lithograferen. Zijn leraarschap was van korte duur. In 1918 keerde hij terug naar Friesland en was daar tot 1926 werkzaam als kunstschilder. Hij richtte zich in zijn werk onder meer op het weergeven van het boerenleven. Daarnaast illustreerde hij een gedichtenbundel van Pieter Jelles Troelstra. In 1926 verhuisde hij naar Amsterdam. Hier maakte hij voor de historisch-geografische atlas een serie tekeningen van verdwijnend Amsterdam. Uiteindelijk zou hij zich op oudere leeftijd weer in Friesland vestigen, waar hij in 1965 op 87-jarige leeftijd overleed. In Brantgum, zijn geboortedorp, werd een school naar hem genoemd. In dit dorp staat ook zijn, door de beeldhouwer Gosse Dam vervaardigde, standbeeld.
Wiersma trouwde op 19 september 1912 te Amsterdam met Trijntje Boon, dochter van de opzichter in een dierentuin Jan Boon en Ariaantje de Jong.
In de tentoonstelling "Monet & Van Gogh van Friesland", die in 2012-13 in het Museum Dr8888 plaatsvond, waren meer dan 150 werken tentoongesteld van Wiersma en van zijn collega-schilder Sierd Geertsma.

## Enkele tekeningen van Ids Wiersma

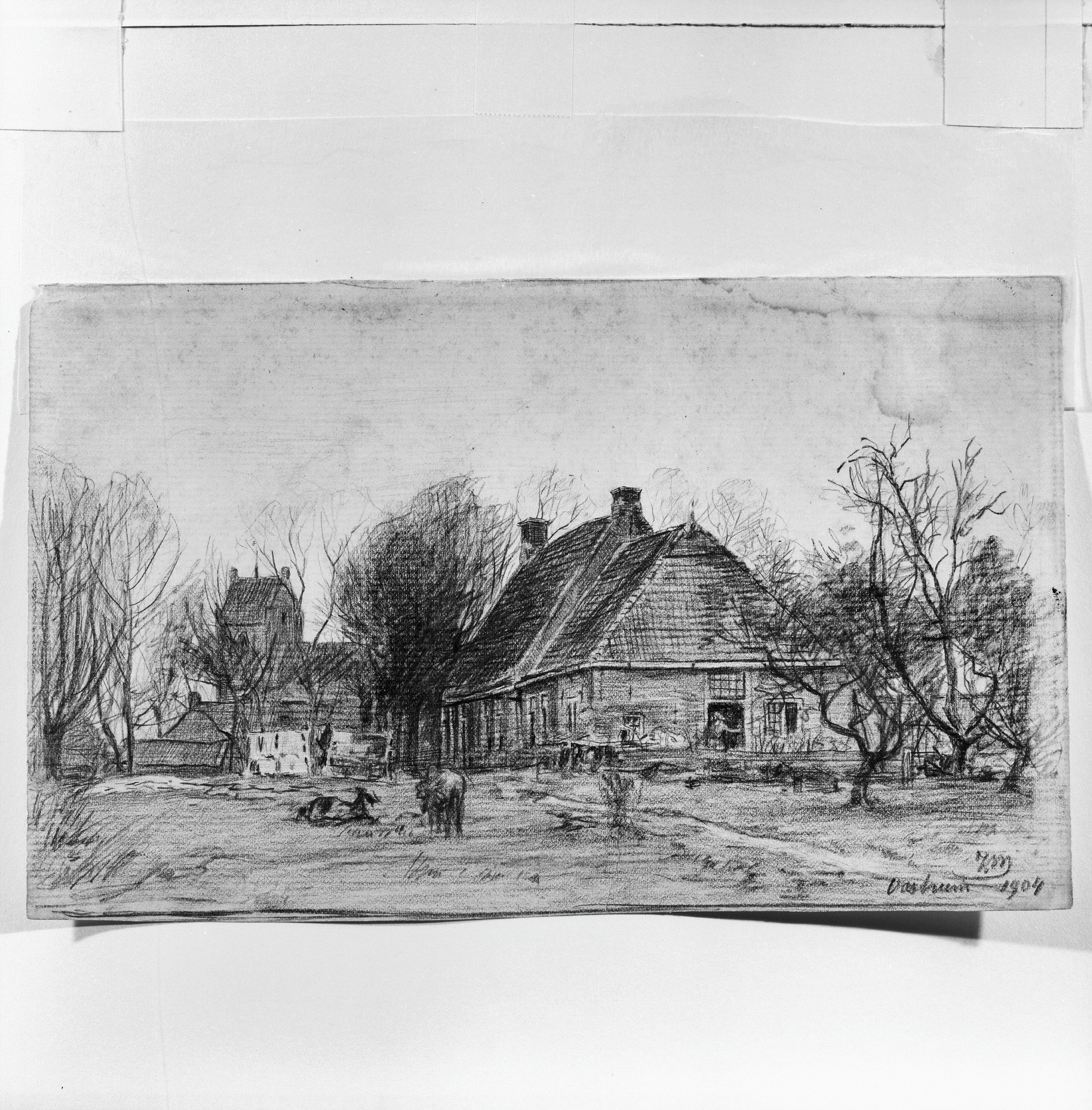
Dorpsgezicht Oostrum, 1904
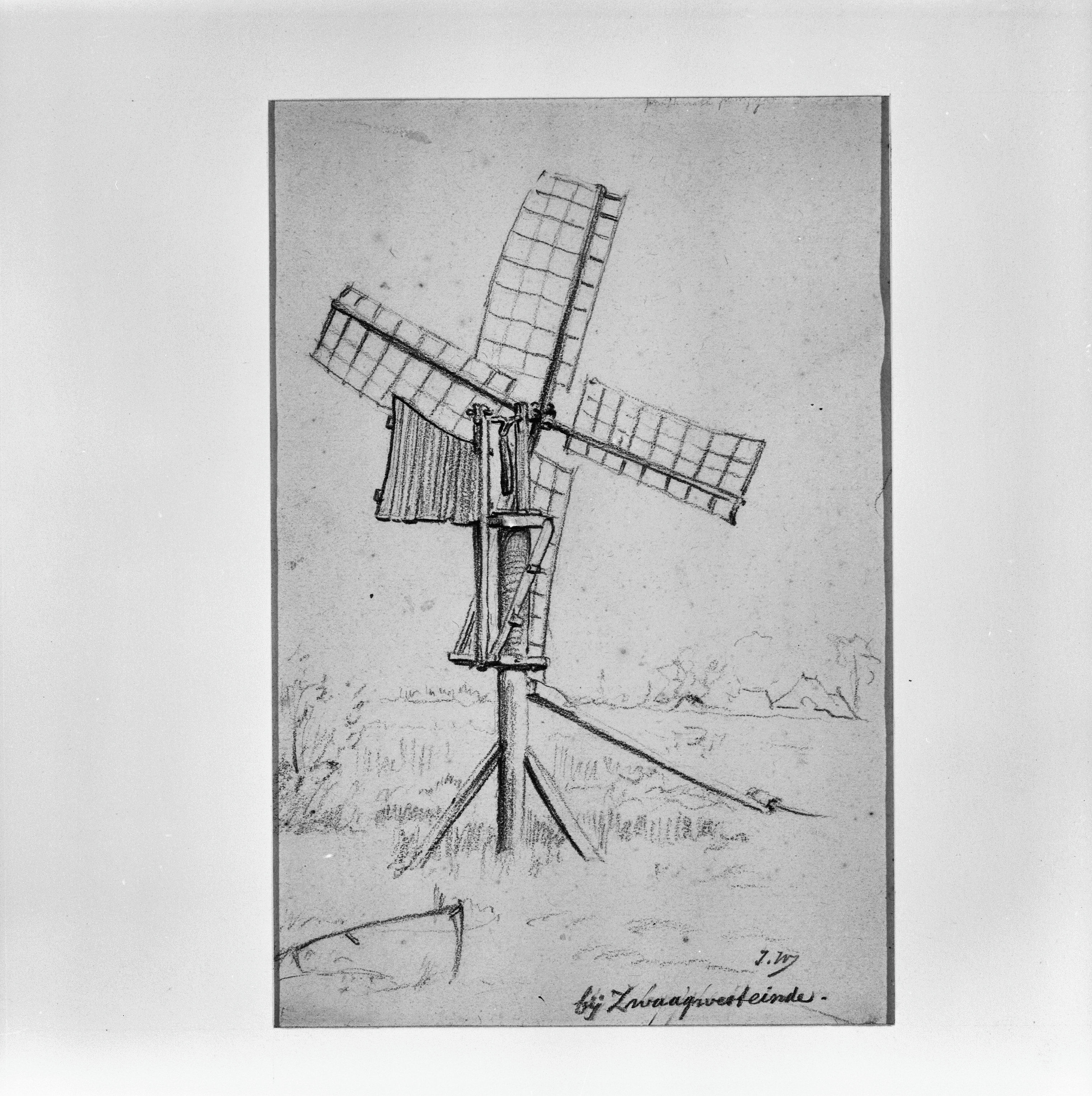
Pompmolentje Zwaagwesteinde
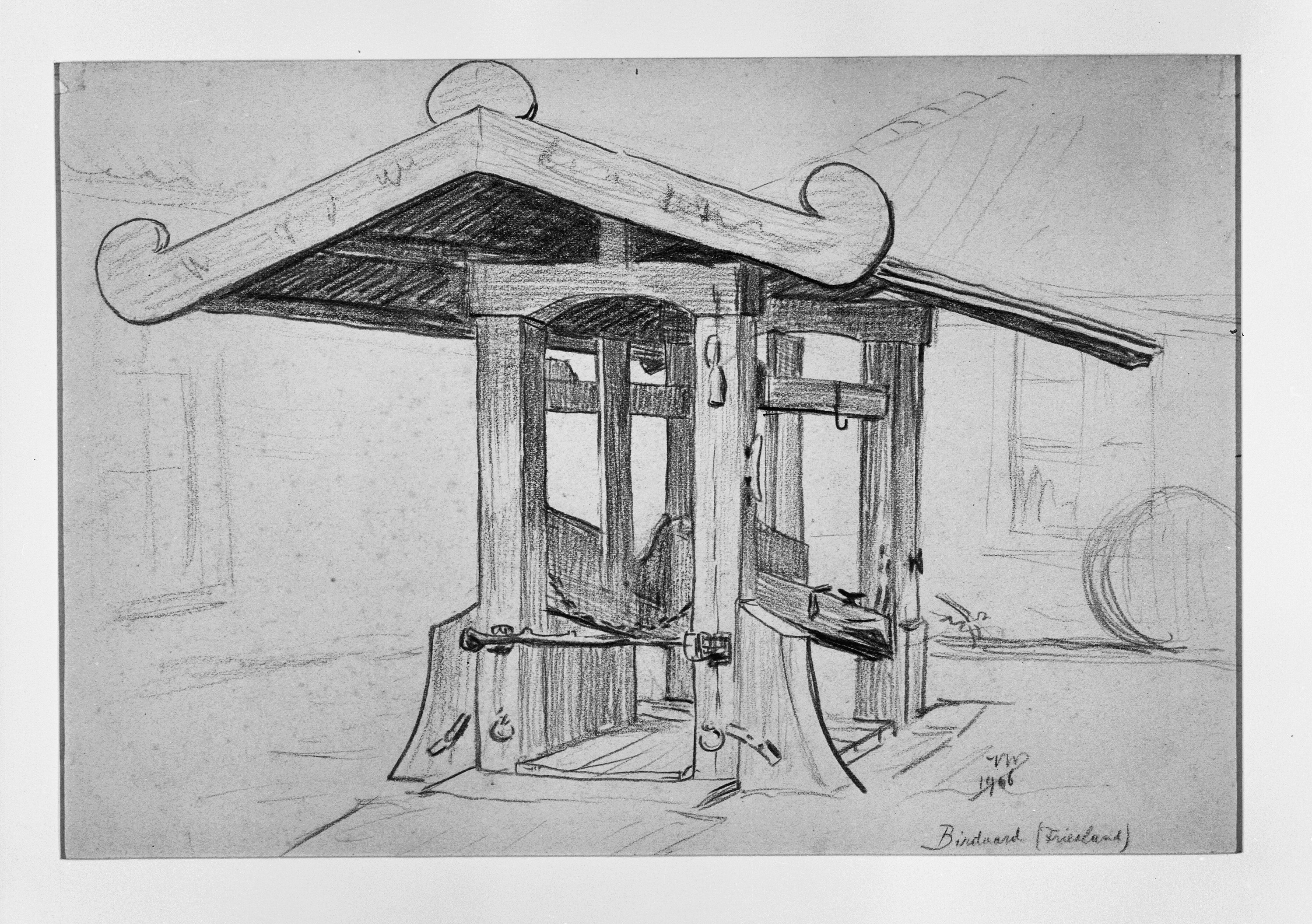
Travalje, Birdaard, 1906
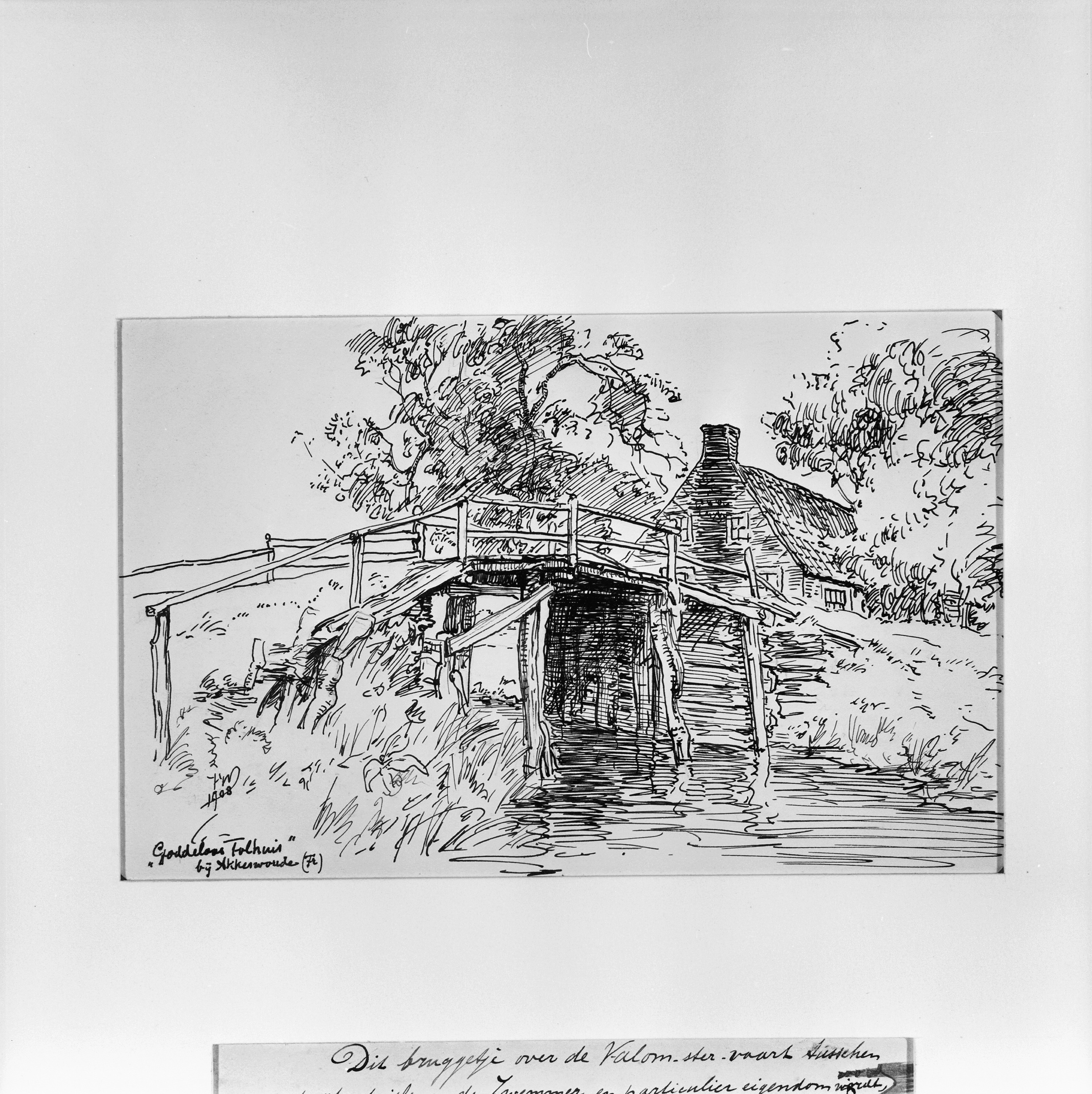
Brug bij het goddeloos tolhuis in Akkerwoude

## Trivia
Mede door zijn aanbeveling werd in 1917 de kunstschilder Andries van der Sloot toegelaten tot de hoogste klas voor schilders, de modelklas, op de Koninklijke Academie van Beeldende Kunsten.